# Jenny Humphrey
Jennifer Tallulah (Jenny) Humphrey, gespeeld door actrice Taylor Momsen, is een personage uit de televisieserie Gossip Girl.

## Biografie
Jenny is de dochter van Rufus Humphrey en de zus van Dan Humphrey. Zij wonen in Brooklyn, het armere deel van New York, maar zitten beiden op school in Constance, in de rijke buurt Upper East Side in Manhattan. Op deze school worden ze niet echt opgemerkt, tenzij het is om gepest en vernederd te worden.
Jenny zou er graag bij horen en doet er alles aan om te voldoen aan de eisen van Blair Waldorf (Constance Queen), de populairste dame van de school, en haar rolmodel is Serena van der Woodsen, een populair meisje dat vaak in tijdschriften en nieuwsbladen staat. Jenny krijgt de bijnaam 'Little J'.

## Uiterlijk
Jenny's uiterlijk in de boekenserie is heel anders dan in het tv-programma:
- In de boeken is een klein meisje met grote bruine krullen, en ze is iets te dik. Ondanks haar kleine lengte heeft Jenny heel grote borsten, iets waar ze zich dood aan ergert. Ze heeft namelijk cup 70D. Veel jongens vallen op haar.
- In de serie is Jenny een meisje van normale lengte, ze is zelfs wat te lang voor haar leeftijd. Ze heeft blond, steil haar, en is dun. Haar borsten zijn niet groot, en ze ergert zich er dan ook niet aan.

## Seizoen 1
Jenny wordt in seizoen 1 voorgesteld als een mooi, blond, lief meisje dat graag iets wil betekenen bij de rijkere klasse. Om dit te kunnen, moet ze de bevelen van Blair opvolgen. Deze 'vriendschap' eindigt wanneer Blair te weten komt dat Jenny Blairs vriendje Nate ziet zitten. Jenny is arm, niet echt arm, maar kan geen haute couture betalen. Om te verbergen dat ze geen haute couture en designerjurken kan kopen, steelt ze de jurken of maakt ze zelf kopieën van de originelen die ze in de winkels ziet. Wanneer Jenny denkt dat ze met Asher de ware liefde heeft gevonden, wordt er een feest georganiseerd, maar Asher blijkt eigenlijk op jongens te vallen en gebruikt Jenny om zijn ware seksuele aard te verbergen. Wanneer Blair en haar kliek te weten komen dat Jenny over haar seksuele relatie met Asher heeft gelogen, laten ze haar vallen.
Aan het einde van dit seizoen krijgt Jenny de kans om voor het bedrijf van Eleanor Waldorf te werken als modestagiaire.

## Seizoen 2
Eleanor Waldorf ontslaat Jenny, omdat ze haar stage modeshow verpest heeft, maar ze bedenkt zich later en neemt Jenny weer aan. Jenny mist lessen op school, doordat ze haar toekomst als modeontwerpster belangrijker vindt.
Blair vertelt dit aan Jennys vader, waardoor Jenny zowel thuis als op school problemen krijgt. Blair saboteert ook Jennys eerste zelfgecoördineerde modeshow voor het bedrijf Waldorf. Maar Jenny improviseert en alles wordt een groot succes. Jennys vader gaat ermee akkoord dat Jenny thuisonderwijs volgt, zodat ze kan concentreren op zowel school als haar modecarrière. Maar wanneer ze ruzie krijgen, vertrekt Jenny naar een vriendin, Agnes. Samen willen ze een modebedrijf beginnen, maar ze krijgen ruzie. Agnes verbrandt haar ontwerpen en Jenny staat op straat. Eric, de broer van Serena, haalt haar binnen in hun loft en verstopt haar. Wanneer iedereen weer vrede met elkaar heeft, zorgt Blair ervoor dat Jenny de nieuwe Queen van de school wordt, omdat ze moed en respect heeft getoond.